# IoQuake3
ioquake3 (o acortado como ioq3; inicialmente conocido como icculus.org/quake3, lo cual era también la URL de la página web del proyecto) es un proyecto de motor de juego desarrollado a partir del lanzamiento como código abierto del código fuente del juego Quake 3 de id Software. Dicho lanzamiento se realizó el 20 de agosto de 2005 bajo la GPL.
El objetivo del proyecto es crear una distribución del código fuente de Quake 3 sin bugs, mejorada y libre, sobre la que nuevos juegos y proyectos se puedan basar, así como una versión mejorada (en relación con los binarios originales) del motor para jugar a Quake III:Arena, la expansión Team Arena y todos los mods populares.
Mientras que el sistema antitrampas Punkbuster no está soportado (es software comercial), el nivel de seguridad se incrementa gracias a las correcciones de errores que no están presentes en los ejecutables originales.
Ioquake3 ha sido la base para varios juegos derivados del motor id Tech 3, incluyendo tanto proyectos de juegos autónomos como la posibilidad para las modificaciones de Quake III de convertirse en juegos independientes. Como ejemplos están OpenArena, Tremulous, Urban Terror y World of Padman. También hay otros motores basados en ioq3, como Evolution Q3, un proyecto de recreación del motor de Star Trek: Voyager: Elite Force o OpenMoHAA.

## Mejoras sobre elmotor original
Las mejoras más notables que ha conseguido el proyecto hasta ahora incluyen:
- Ports a nuevas plataformas
- Descargas de paquetes de datos mediante HTTP y FTP usando cURL
- Recreación de sonido mediante OpenAL - soporte de esquemas de altavoces surround (5.1, 7.1), mejor calidad de sonido
- Decodificador de audio Ogg Vorbis
- VoIP integrado usando Speex
- Soporte de posicionamiento VoIP con Mumble
- Soporte de red IPv6
- SDL backend para el contexto OpenGL y la gestión de ventanas y entrada
- Anaglyph stereo rendering (para visión con gafas 3D)
- Soporte completo de la arquitectura x86-64
- Compilación en tiempo de ejecución para PowerPC reescrito, con soporte ppc64
- Compilación con MinGW y compilación cruzada para Windows y Linux
- Compleción automática de comandos en la consola mejorada
- Histórico de comandos de la consola persistente
- Herramientas QVM (Quake Máquina virtual) mejoradas
- Salida de terminal coloreada en sistemas operativos POSIX
- Sistema GUID
- Soporte multiusuario en sistemas Windows (los datos de cada usuario del juego se almacenan en su respectiva carpeta Application Data)
- Soporte del formato PNG para las texturas
- Numerosas correcciones de seguridad

## Historia
Al contrario de lo que el nombre puede sugerir, el proyecto ioq3 no fue iniciado por Ryan "Icculus" Gordon, si no por Zachary "zakk" Slater, poco después del lanzamiento del código fuente del Quake III original (versión 1.32) por id Software. Icculus en realidad mantiene sólo un papel de mentor y provee algunos de los servicios web necesarios para que funcione el proyecto, incluyendo las listas de correo y el repositorio SVN.
Muchas figuras muy conocidas de la comunidad de modding del motor Quake se unieron al equipo del proyecto, tales como Ludwig Nussel, Tim "Timbo" Angus, Thilo Schulz y Tony "tjw" White.